# Nymphon
Nymphon is een geslacht van zeespinnen uit de familie van de Nymphonidae.

## Soorten
- Nymphon aculeatum Child, 1994
- Nymphon adami Giltay, 1937
- Nymphon adareanum Hodgson, 1907
- Nymphon adenense Muller, 1989
- Nymphon adenopus Stock, 1991
- Nymphon aemulum Stock, 1975
- Nymphon aequidigitatum Haswell, 1885
- Nymphon akanei Nakamura & Child, 1983
- Nymphon akanthochoeros Bamber & Thurston, 1995
- Nymphon albatrossi Hedgpeth, 1949
- Nymphon aldabraense Child, 1988
- Nymphon andamanense Calman, 1923
- Nymphon andriashevi Pushkin, 1993
- Nymphon angolense Gordon, 1932
- Nymphon apertum Turpaeva, 2004
- Nymphon apheles Child, 1979
- Nymphon apicatum Stock, 1991
- Nymphon arabicum Calman, 1938
- Nymphon arcuatum Child, 1995
- Nymphon aritai Nakamura & Child, 1991
- Nymphon articulare Hodgson, 1908
- Nymphon australe Hodgson, 1902
- Nymphon banzare Gordon, 1944
- Nymphon barnardi Arnaud & Child, 1988
- Nymphon basispinosum Hilton, 1942
- Nymphon benthos Hedgpeth, 1949
- Nymphon bergi Losina-Losinsky, 1961
- Nymphon biarticulatum (Hodgson, 1907)
- Nymphon bicornum Arnaud & Child, 1988
- Nymphon biformidens Stock, 1974
- Nymphon bigibbulare Losina-Losinsky, 1961
- Nymphon biserratum Losina-Losinsky, 1961
- Nymphon boogoora Bamber, 2008
- Nymphon boraborae Muller, 1990
- Nymphon bouvieri Gordon, 1932
- Nymphon brachyrhynchum Hoek, 1881
- Nymphon braschnikowi Schimkewitsch, 1906
- Nymphon brevicaudatum Miers, 1875
- Nymphon brevirostre Hodge, 1863 = Rode zeespin
- Nymphon brevis Nakamura & Child, 1991
- Nymphon brevitarse Krøyer, 1838
- Nymphon bucuspidum Child, 1995
- Nymphon bullatum Stock, 1992
- Nymphon bunyipi Clark, 1963
- Nymphon caementarum Stock, 1975
- Nymphon caldarium Stock, 1987
- Nymphon calypso Fage, 1959
- Nymphon centrum Child, 1997
- Nymphon chaetochir Utinomi, 1971
- Nymphon chainae Child, 1982
- Nymphon charcoti Bouvier, 1911
- Nymphon citerium Nakamura & Child, 1991
- Nymphon clarencei Gordon, 1932
- Nymphon cognatum Loman, 1928
- Nymphon comes Flynn, 1928
- Nymphon compactum Hoek, 1881
- Nymphon conirostrum Stock, 1973
- Nymphon crenatiunguis Barnard, 1946
- Nymphon crosnieri Stock, 1965
- Nymphon curvidens Stock, 1990
- Nymphon dentiferum Child, 1997
- Nymphon diabolum Child, 1988
- Nymphon discorsicoxae Child, 1982
- Nymphon dissimilis Hedgpeth, 1949
- Nymphon distensum Mobius, 1902
- Nymphon draconum Child, 1990
- Nymphon dubitabile Stock, 1973
- Nymphon duospinum Hilton, 1942
- Nymphon elegans Hansen, 1887
- Nymphon elongatum Hilton, 1942
- Nymphon eltaninae Child, 1995
- Nymphon enteonum Child, 2002
- Nymphon falcatum Utinomi, 1955
- Nymphon femorale Fage, 1956
- Nymphon filatovae Turpaeva, 1993
- Nymphon floridanum Hedgpeth, 1948
- Nymphon forceps Nakamura & Child, 1991
- Nymphon foresti Fage, 1953
- Nymphon forticulum Child, 1995
- Nymphon fortunatum Stock, 1997
- Nymphon foxi Calman, 1927
- Nymphon frigidum Hodgson, 1907
- Nymphon galatheae Fage, 1956
- Nymphon gerlachei Giltay, 1937
- Nymphon giltayi Hedgpeth, 1948
- Nymphon giraffa Loman, 1908
- Nymphon glabrum Child, 1995
- Nymphon gracile Leach, 1814
- Nymphon gracilipes Miers, 1875
- Nymphon granulatum Arnaud & Child, 1988
- Nymphon grossipes (Fabricius, 1780)
- Nymphon grus Stock, 1991
- Nymphon gruveli Bouvier, 1910
- Nymphon gruzovi Pushkin, 1993
- Nymphon gunteri Hedgpeth, 1949
- Nymphon hadale Child, 1982
- Nymphon hamatum Hoek, 1881
- Nymphon hampsoni Child, 1982
- Nymphon hedgpethi Stock, 1953
- Nymphon helleri Bohm, 1879
- Nymphon heterodenticulatum Hedgpeth, 1941
- Nymphon heterodentum Turpaeva, 1991
- Nymphon heterospinum Hedgpeth, 1949
- Nymphon hiemale Hodgson, 1907
- Nymphon hirsutum Child, 1995
- Nymphon hirtipes Bell, 1853
- Nymphon hirtum (Fabricius, 1780)
- Nymphon hodgsoni Schimkewitsch, 1913
- Nymphon immane Stock, 1954
- Nymphon improcerum Nakamura & Child, 1991
- Nymphon inaequipes Stock, 1992
- Nymphon inerme Fage, 1956
- Nymphon inferum Child, 1995
- Nymphon infundibulum Nakamura & Child, 1991
- Nymphon inornatum Child, 1995
- Nymphon isaenki Pushkin, 1993
- Nymphon japonicum Ortmann, 1891
- Nymphon kensleyi Child, 1988
- Nymphon kodanii Hedgpeth, 1949
- Nymphon kurilense Losina-Losinsky, 1961
- Nymphon kurilocompactum Turpaeva, 2004
- Nymphon kurilokamchaticum Turpaeva, 1971
- Nymphon lanare Hodgson, 1907
- Nymphon laneum Turpaeva, 2006
- Nymphon laterospinum Stock, 1963
- Nymphon leptocheles Sars, 1888
- Nymphon lituus Child, 1979
- Nymphon lobatum Stock, 1962
- Nymphon lomani Gordon, 1944
- Nymphon longicaudatum Carpenter, 1904
- Nymphon longicollum Hoek, 1881
- Nymphon longicoxa Hoek, 1881
- Nymphon longimanum Sars, 1888
- Nymphon longispinum Nakamura & Child, 1991
- Nymphon longitarse Krøyer, 1844
- Nymphon longituberculatum Olsen, 1913
- Nymphon macabou Muller, 1990
- Nymphon macilentum Stock, 1981
- Nymphon macquariensis Child, 1995
- Nymphon macrochelatum Pushkin, 1993
- Nymphon macronyx Sars, 1877
- Nymphon macrum Wilson, 1880
- Nymphon maculatum Carpenter, 1910
- Nymphon maldivense Clark, 1961
- Nymphon maoriana Clark, 1958
- Nymphon maruyamai Nakamura & Child, 1991
- Nymphon mauritanicum Fage, 1942
- Nymphon megacheles Child, 1988
- Nymphon megalops Sars, 1877
- Nymphon mendosum (Hodgson, 1907)
- Nymphon microctenatum Barnard, 1946
- Nymphon microgracilipes Pushkin, 1993
- Nymphon micronesicum Child, 1982
- Nymphon micronyx Sars, 1888
- Nymphon micropedes Hedgpeth, 1949
- Nymphon microrhynchum G.O. Sars, 1888
- Nymphon microsetosum Hilton, 1942
- Nymphon modestum Stock, 1959
- Nymphon molleri Clark, 1963
- Nymphon molum Hilton, 1942
- Nymphon monothrix Child, 1995
- Nymphon multidens Gordon, 1932
- Nymphon multituberculatum Gordon, 1944
- Nymphon nagannuense Takahashi, Kajihara & Mawatari, 2012
- Nymphon nakamurai Stock, 1994
- Nymphon natalense Flynn, 1928
- Nymphon neelovi Pushkin, 1993
- Nymphon neumayri Gordon, 1932
- Nymphon nipponense Hedgpeth, 1949
- Nymphon novaecaledoniae Stock, 1991
- Nymphon novaehollandiae Clark, 1963
- Nymphon nugax Stock, 1966
- Nymphon obesum Arnaud & Child, 1988
- Nymphon ochoticum Losina-Losinsky, 1961
- Nymphon ohshimai Hedgpeth, 1949
- Nymphon okudai Nakamura & Child, 1991
- Nymphon orcadense (Hodgson, 1908)
- Nymphon ortmanni Helfer, 1938
- Nymphon pagophilum Child, 1995
- Nymphon paralobatum Arnaud & Child, 1988
- Nymphon parasiticum Merton, 1906
- Nymphon parum Stock, 1991
- Nymphon paucidens Gordon, 1932
- Nymphon paucituberculatum Gordon, 1944
- Nymphon pedunculatum Arnaud & Child, 1988
- Nymphon perlucidum P.P.C. Hoek, 1881
- Nymphon petri Turpaeva, 1993
- Nymphon pfefferi Loman, 1923
- Nymphon phasmatoides Bohm, 1879
- Nymphon pilosum Mobius, 1902
- Nymphon pixellae Scott, 1912
- Nymphon plectrum Takahashi, Kajihara & Mawatari, 2012
- Nymphon pleodon Stock, 1962
- Nymphon polyglia Bamber, 2004
- Nymphon premordicum Child, 1995
- Nymphon primacoxa Stock, 1968
- Nymphon proceroides Bouvier, 1913
- Nymphon procerum Hoek, 1881
- Nymphon profundum Hilton, 1942
- Nymphon prolatum Fage, 1942
- Nymphon proximum Calman, 1915
- Nymphon pseudogracilipes Pushkin, 1993
- Nymphon puellula Krapp, 1973
- Nymphon pumillum Nakamura & Child, 1991
- Nymphon punctum Child, 1995
- Nymphon quadriclavus Nakamura & Child, 1991
- Nymphon residuum Stock, 1971
- Nymphon rottnesti Child, 1975
- Nymphon rybakovi Pushkin, 1993
- Nymphon sabellum Child, 1995
- Nymphon sandersi Child, 1982
- Nymphon sarsii Meinert, 1899
- Nymphon schimkewitschi Losina-Losinsky, 1929
- Nymphon schmidti Losina-Losinsky, 1961
- Nymphon scotiae Stock, 1981
- Nymphon serratidentatum Arnaud & Child, 1988
- Nymphon serratum Sars, 1879
- Nymphon setimanus Barnard, 1946
- Nymphon setipedes Child, 1988
- Nymphon signatum Mobius, 1902
- Nymphon simulare C.A. Child, 1992
- Nymphon simulatum Nakamura & Child, 1991
- Nymphon singulare Stock, 1954
- Nymphon sluiteri Hoek, 1901
- Nymphon soyoi Utinomi, 1955
- Nymphon spinifex Stock, 1997
- Nymphon spiniventris Stock, 1953
- Nymphon stenocheir Norman, 1908
- Nymphon stipulum Child, 1990
- Nymphon stocki Utinomi, 1955
- Nymphon striatum Losina-Losinsky, 1929
- Nymphon stroemi Krøyer, 1844
- Nymphon subtile Loman, 1923
- Nymphon surinamense Stock, 1975
- Nymphon tanypalpes Child, 1988
- Nymphon tenellum (Sars, 1888)
- Nymphon tenuimanum Hodgson, 1915
- Nymphon tenuipes Bouvier, 1911
- Nymphon torulum Child, 1998
- Nymphon tricuspidatum Soler-Membrives & Munilla, 2011
- Nymphon tripectinatum Turpaeva, 1971
- Nymphon trispinum Child, 1998
- Nymphon trituberculum Child, 1995
- Nymphon tuberculare Losina-Losinsky, 1961
- Nymphon tubiferum Stock, 1978
- Nymphon typhlops (Hodgson, 1915)
- Nymphon uncatum Child, 1998
- Nymphon unguiculatum Hodgson, 1915
- Nymphon uniunguiculatum Losina-Losinsky, 1933
- Nymphon vacans Child, 1997
- Nymphon villosum (Hodgson, 1907)
- Nymphon vulcanellum Stock, 1992
- Nymphon vulsum Stock, 1986
- Nymphon walvisense Stock, 1981
- Nymphon zundianum Pushkin, 1993